# 聽力範圍
听力范围是指人类或其他动物可以听到的聲音頻率范围。人类的聽力范围通常为20到 20,000 赫兹之間，尽管个体之间其實有相当大的差异，對於老年人來說，他們往往會聽不到高频聲音，并且随着年龄的增长，人們对高频聲音的敏感性越來越低。
一些动物能够听到的聲音頻率範圍要远远大於人类的听力范围。例如一些海豚和蝙蝠能听到高达100,000 千赫频率的聲音 。大象可以听到14-16Hz的聲音，而一些鲸鱼可以听到低至7赫兹的聲音。